# Independent-Charts
Die Independent-Charts sind regelmäßig veröffentlichte Listen, mit den meistverkauften Tonträgern von unabhängigen Plattenfirmen, den sogenannten Independent-Labels. Diese Listen werden kontinuierlich aktualisiert und bieten Einzelhändlern eine Orientierung über die aktuelle Nachfrage. Die ersten Independent-Charts wurden am 19. Januar 1980 in Großbritannien erhoben. In Deutschland gab es zunächst Versuche von vereinzelten Musikmagazinen, wie das Magazin Spex, vergleichbare Charts auf der Basis der Verkaufszahlen einiger Plattenläden zu erheben. Ab 2011 erstellte media control eine Liste.

## U.K. Independent Chart
Zwischen 1980 und 1989 wurden in Großbritannien die U.K. Independent Charts veröffentlicht. Das Branchenblatt Record Business erstellte die Charts bis 1981 und wurde dann vom Media Research & Information Bureau (MRIB) übernommen. Die Charts wurden zum Abdrucken an andere Magazine verkauft. Seit 2009 gibt es eine Neuauflage dieser Chartlisten.

## Independent-Charts in anderen Ländern

### USA
Seit dem 2. September 2000 veröffentlicht das Billboard Magazin wöchentlich eine Liste der unabhängigen Produktionen zunächst unter der Bezeichnung Billboard Top Independent Albums später als Billboard Independent Albums. Zum Jahresende erscheint seit 2002 eine Liste der 50 meistverkauften Independent-Alben des Jahres. Zusammengestellt werden die Charts von Nielsen SoundScan und basieren auf den tatsächlichen Verkaufszahlen physischer Tonträger sowie der Anzahl heruntergeladener Musikdateien bei Online-Musikdiensten.

### Deutschland
Das deutsche Musikmagazin Sounds veröffentlichte von August 1980 bis Juni 1981 eigene Alternative Charts, die ab Dezember 1980 in Sounds Charts umbenannt wurden. Die Erhebung basierte auf den Verkaufsangaben von Schallplattenläden und Versendern mit dem Schwerpunkt unabhängig produzierter Schallplatten. Die Listen erhoben keinen Anspruch auf Objektivität. Das Spex Magazin veröffentlichte ab Juni 1988 bis Anfang der 1990er Jahre ebenfalls eigene Independent Charts basierend auf den Verkaufszahlen von WOM. Die anschließend veröffentlichten Spex Underground Charts  bezogen auch Veröffentlichungen der Major-Labels wie WEA Records oder RCA Records mit ein.
Von Januar 2011 bis Januar 2014 veröffentlichte das Marktforschungsunternehmen Media Control GfK International im Auftrag des Verbands unabhängiger Musikunternehmen e.V. monatlich Independent-Charts. Es handelte sich dabei um eine Liste der erfolgreichsten Alben, welche die monatlichen Verkaufszahlen als Grundlage hat. Erscheinungstermin war jeweils der Beginn des neuen Monats.

### Australien
In Australien erhebt die Australian Independent Record Labels Association (AIR) wöchentliche und monatliche Independent Charts. Die Charts konzentrieren sich seit Juli 2000 auf australische Künstler die ihre Singles und Alben bei australischen Plattenfirmen veröffentlichen. Die AIR unterscheidet zum einen die Top-20-Singles / Album-Charts die ausschließlich durch unabhängige Vertriebe in den Handel gelangen. Des Weiteren erhebt sie die Top-20-Singles / Album-Charts, bei denen der Vertrieb keine Rolle spielt, also auch durch ein Major-Label geschehen kann. Darüber hinaus werden monatlich die Top 10 sortiert nach speziellen Genres erhoben.

## Quellnachweise
1. ↑  Barry Lazell: Indie - Hits 1980-1989, Introduction - III, Cerry Red Books, London 1997, ISBN 0-9517206-9-4
2. ↑  Sounds: Rubrik Dies & Das, Jahrgang 12, Heft 8 / August 1980, Sounds Verlag GmbH, Hamburg 1980, S. 6.
3. ↑  Sounds: Rubrik Dies & Das, Jahrgang 13, Heft 6 / Juni 1981, Sounds Verlag GmbH, Hamburg 1981, S. 6.
4. ↑  Spex: Spex Indie LP-Charts. Ausgabe: Juni 1988, Spex Verlagsgesellschaft mbH, Köln 1988, S. 5.
5. ↑  Spex: Spex Underground Charts. Ausgabe: Mai 1992, Spex Verlagsgesellschaft mbH, Köln 1990, S. 59.
6. ↑  GfK Entertainment: 2011 startet mit den offiziellen deutschen Independent-Charts. gfk-entertainment.com, 7. Februar 2011, abgerufen am 24. Oktober 2020.
7. ↑  AIR:  The Australian Music Independent Charts (Memento des Originals vom 5. Dezember 2008 im Internet Archive)  Info: Der Archivlink wurde automatisch eingesetzt und noch nicht geprüft. Bitte prüfe Original- und Archivlink gemäß Anleitung und entferne dann diesen Hinweis., Stand: 11. April 2010